# Монумент Джузеппе Верді (Парма)
Монумент Джузеппе Верді — момумент з нагоди 100-річчя з дня народження композитора Джузеппе Верді, створений у місті Парма.

## Стиль Етторе Ксіменеса
Етторе Ксіменес, що походив з міста Палермо, був типовою фігурою офіційного мистецтва Італії. Етторе Ксіменес створив низку монументів у Нью-Йорку, Сан-Пауло, Києві, Пармі, Вашингтоні, Мілані тощо.
У другій половині 19 ст. на хвилі зростання національних почуттів та Рісорджименто була створена низка пафосних момументів значимим діячам минувшини.
З нагоди 100-річчя з дня народження композитора Джузеппе Верді у місті Парма розпочались приготування для створення йому монумента. Архітектурну частину майбутнього монумента створив будіничий Ламберто Кузані.
Проект отримав грандіозний характер, мала постати розкішна П-подібна мармурова галерея, у дворику котрої розмістилася б окрема композиція у подобі вівтаря з рельєфом, де Верді перебуває в оточенні уособлень натхнення, музики, творчості, життя і смерті. Вівтар з фігурами Верді і рельєфами розташували на тлі влетенської галереї з триумфальною аркою в ентрі, прикрашену поверху колісницею, котру тягли леви. авторам монумента ього здалось мало, тому аркада галереї була прикрашена алегоричними скульптурами — уособленням опрер композитора. Всіх скульптур було двадцять вісім (28), коли доволі було б і створення списку.
Старий на той час скульптор Ксіменес тяжів до велетенських і пишних момументів, серед них грандіозний Пам'ятник Незалежності Бразилії, що обійняв цілу площу в парку.
Надзвичайно пишний монумент небаченого розміру відтворили на вокзальній площі Парми, котрий відкрили 1920 року.

## Подальша історія
Під час бомбардувань залізниці у 1944 році мармурова галерея була пошкоджена і монумент втратив цілісність. В місті відбулись гарячі суперечки щодо подальшої долі поруйнованого монумента. Дійшли висновку, що монумент перенесуть з привокзальної площі до площі Миру, але тільки одну її частину, схожу на вівтар. Вивільнену площу віддали під забудову нових будинків. Окремий уламок колишнього монументу і тепер височить на площі Миру на тлі старовинної споруди Палаццо Пілотта далеко від вокзалу.

## Галерея

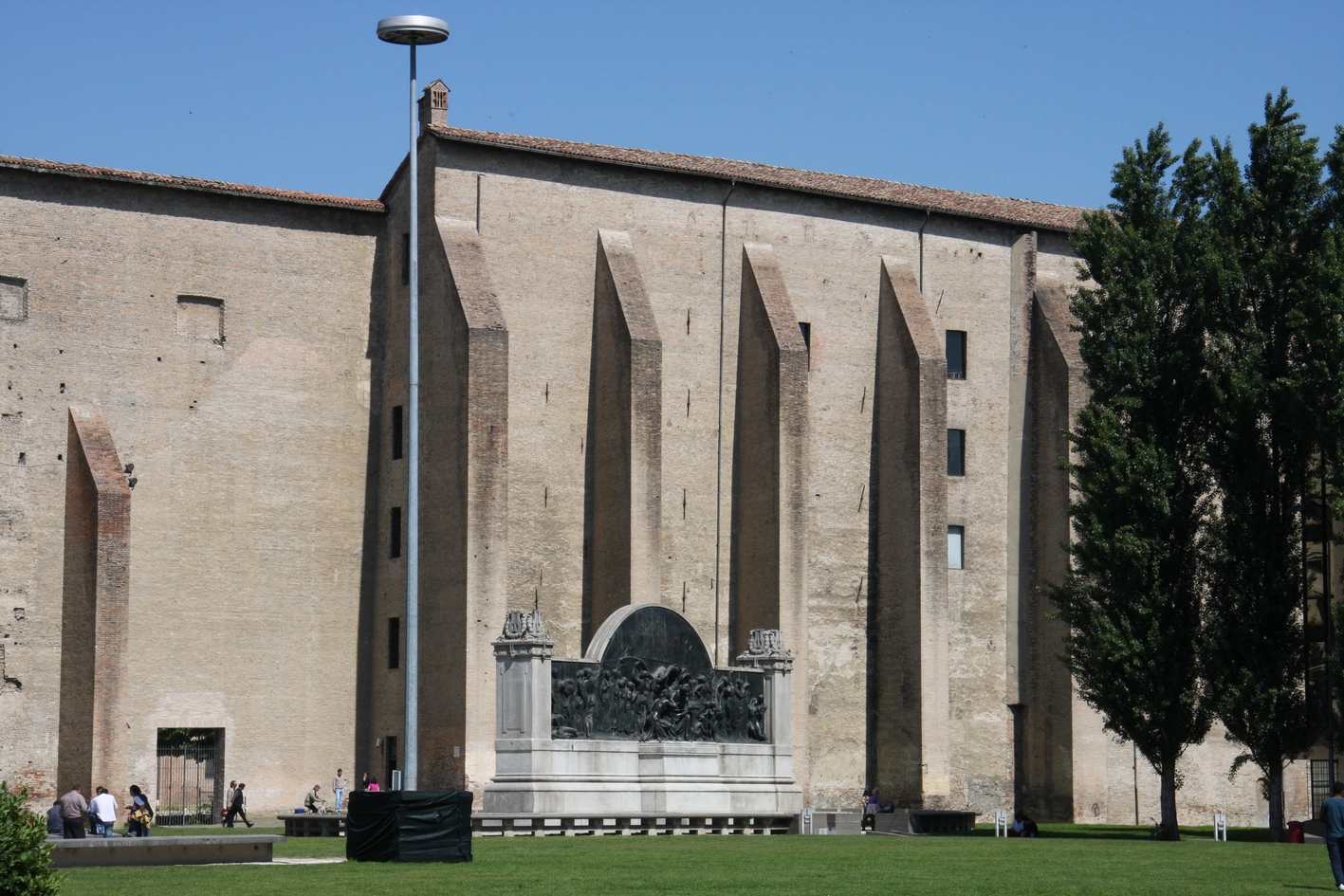
Парма, площа Миру
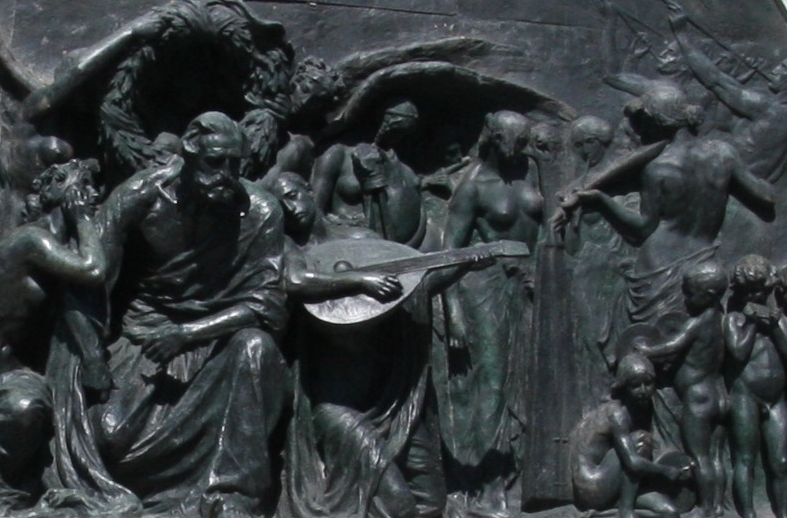
Фігура композитора Верді в оточенні уособлень музики
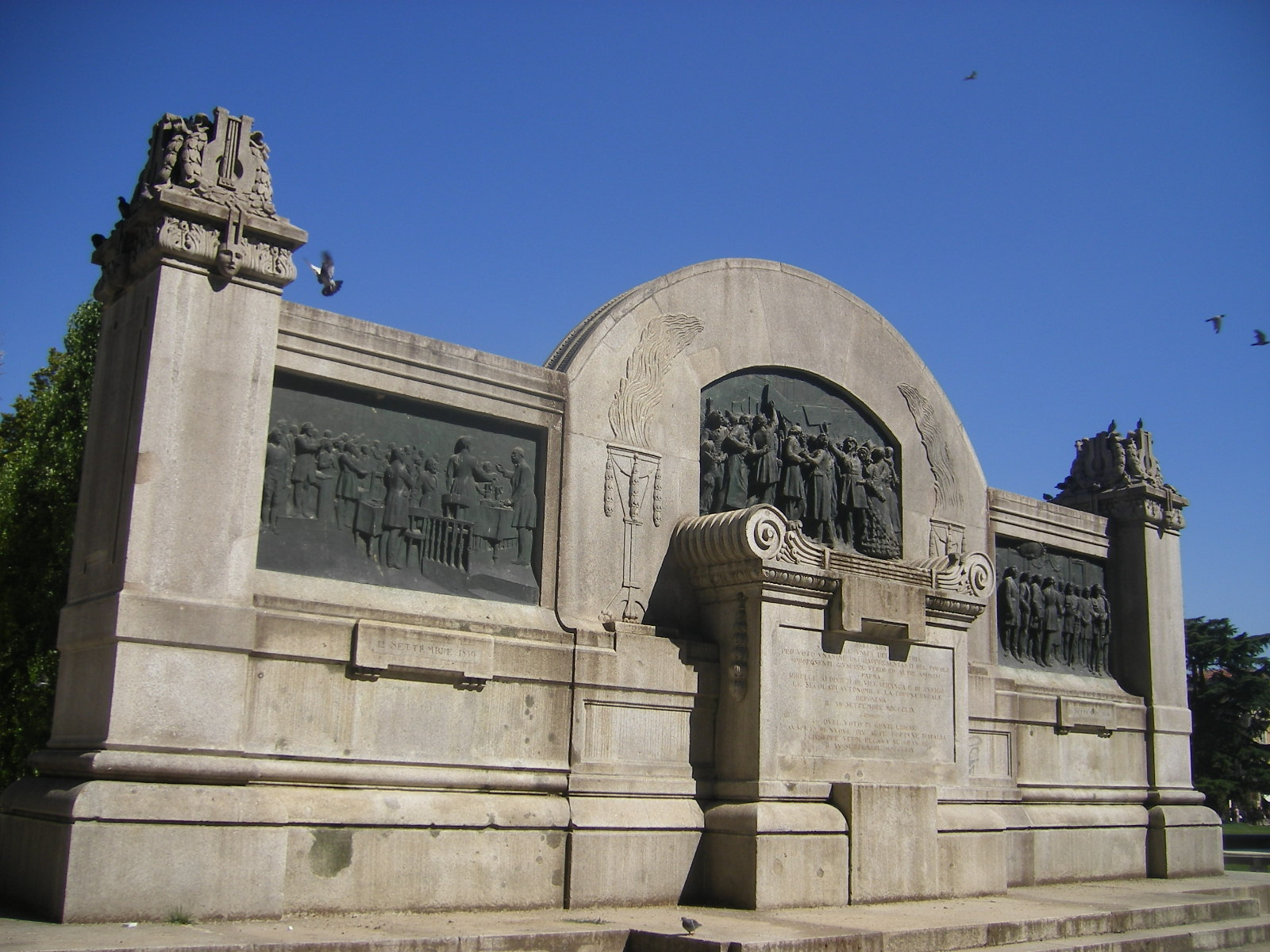
Зворотній бік монумента Джузеппе Верді
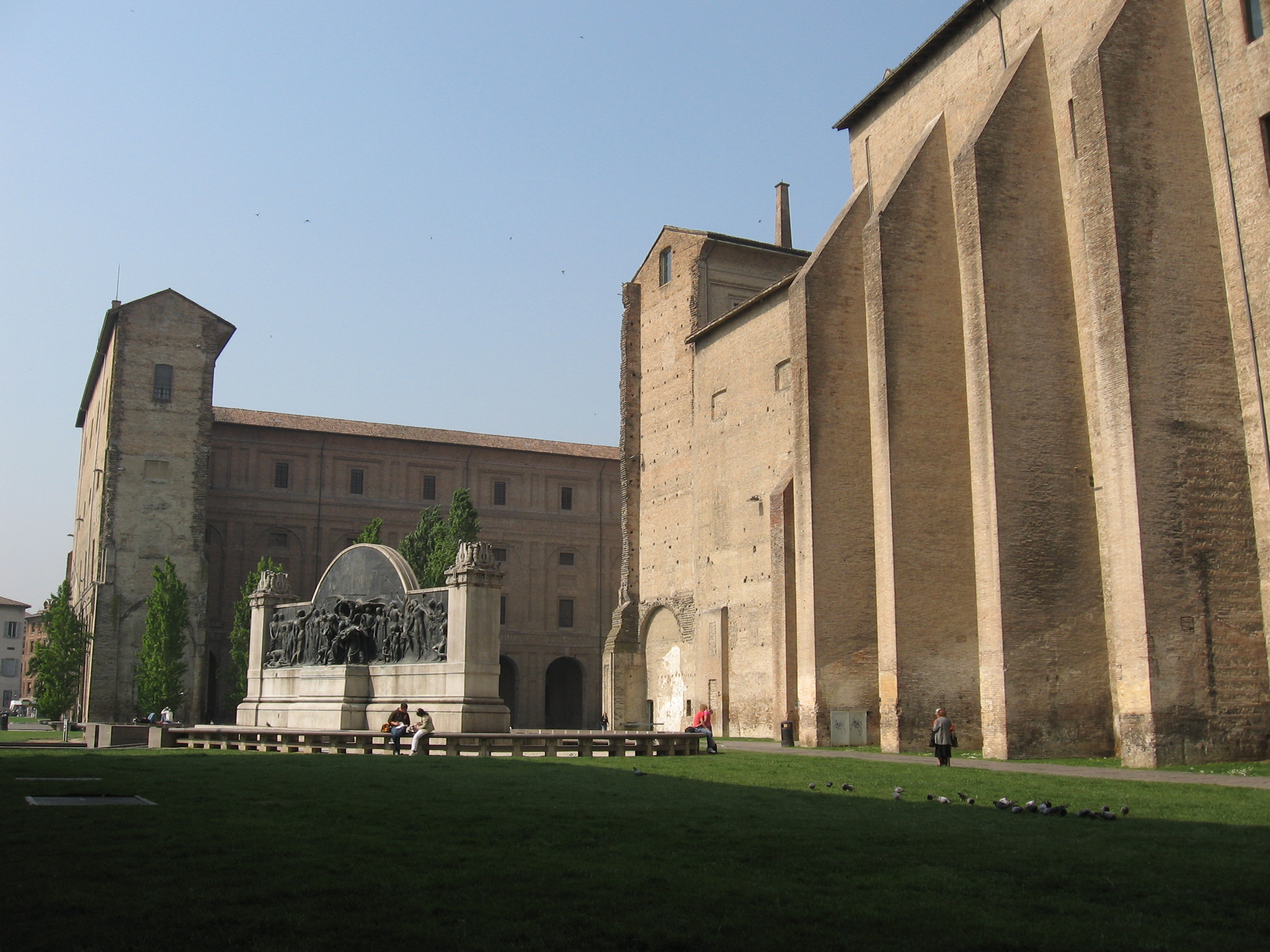
Монумент Верді на тлі палацу Пілотта